# Kolonialwirtschaftliches Komitee

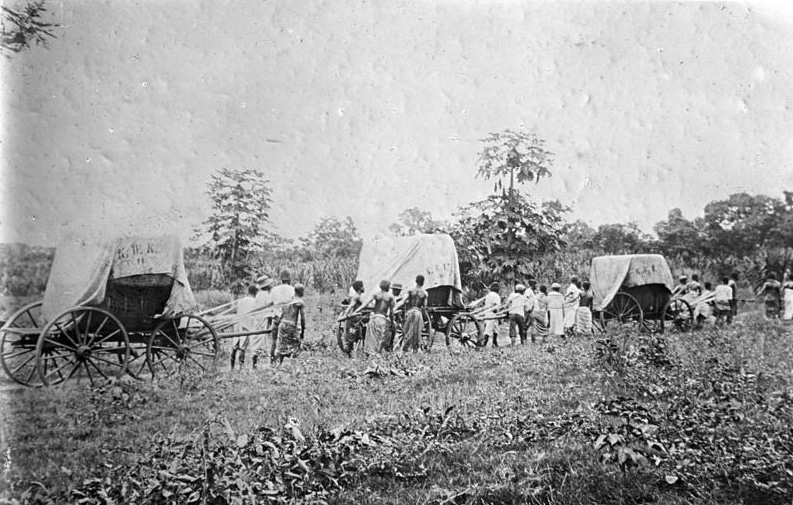
Wagen mit der Aufschrift K.W.K. beim Baumwolltransport in der deutschen Kolonie Togo

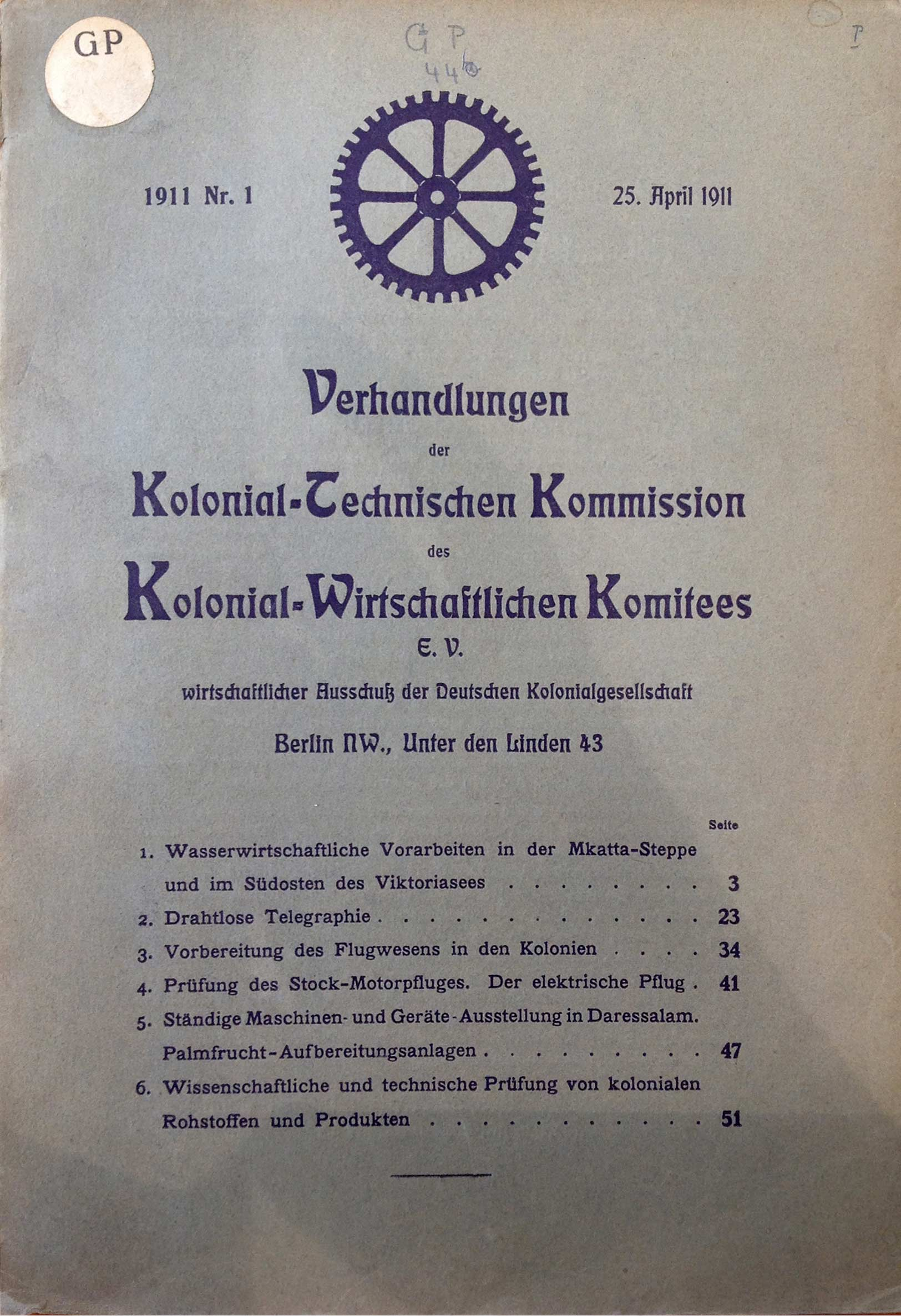
Sitzungsheft der Kolonial-Technischen Kommission (einer Unterabteilung) vom April 1911

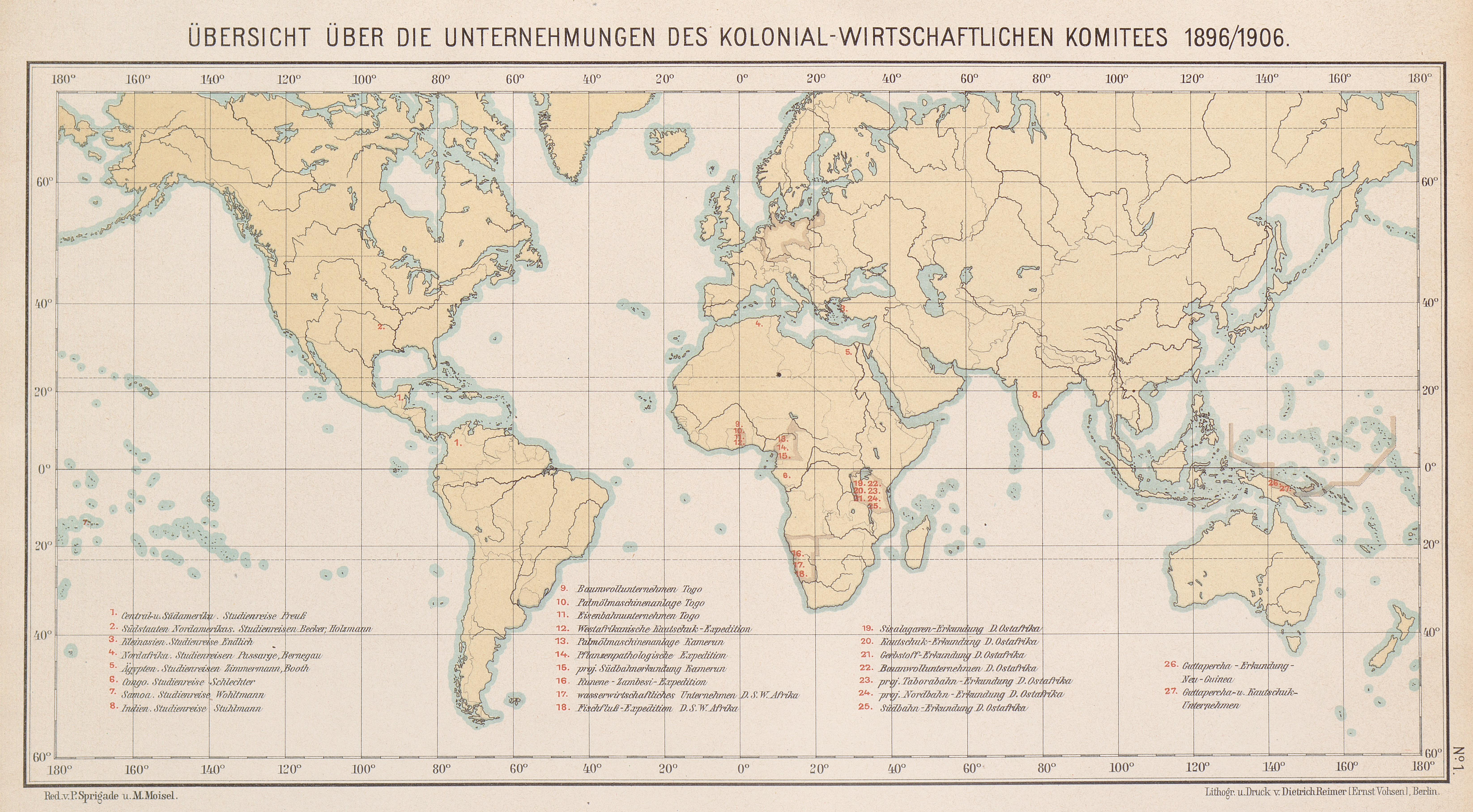
Übersicht über die Unternehmungen des Kolonial-Wirtschaftlichen Komitees 1896/1906, Wirtschafts-Atlas der deutschen Kolonien, herausgegeben vom Kolonial-Wirtschaftlichen Komitee, 1906

Das Kolonial-Wirtschaftliche Komitee (KWK) war eine deutsche gemeinnützige Organisation im Deutschen Kaiserreich und in der Weimarer Republik mit Sitz in Berlin.
Das Kolonial-Wirtschaftliche Komitee wurde 1896 gegründet. Zu den Gründungsmitgliedern zählten Karl Supf, der auch langjähriger Vorsitzender des Komitees war, sowie der als „Tropenbotaniker“ bekannte Botaniker Otto Warburg.
Die Organisation sah in folgenden vier Punkten ihre Hauptziele:
1. Ausbau des Verkehrs mit und in den Kolonien, insbesondere des Eisenbahnnetzes daselbst
2. Förderung der Ansiedlung von Deutschen in den Schutzgebieten
3. Förderung der Rohstoffproduktion in den Kolonien im Interesse der heimischen Industrie und Volksernährung
4. Steigerung des Absatzes heimischer Industrieerzeugnisse, namentlich von solchen der Maschinenindustrie in den Kolonien.

Durch das Kolonial-Wirtschaftliche Komitee wurden viele wissenschaftliche und wirtschaftliche Expeditionen in die Deutschen Kolonien und andere Ziele in Übersee finanziert oder finanziell unterstützt. Als Beispiel kann die Westafrikanische Kautschuk-Expedition genannt werden, die der Botaniker Rudolf Schlechter durchführte. Im Verlauf dieser Expedition ließ Schlechter zunächst in der britischen Kolonie im Gebiet der Yoruba größere Mengen von Pflanzensamen der Gattung Kickxia sammeln. Im weiteren Verlauf der Expedition, die auch nach Kamerun, in den Kongo und nach Togo führte, zapfte Schlechter unterschiedliche Kautschukpflanzen an, mit deren Saft er noch vor Ort Koagulationsexperimente machte. Er testete den erzeugten Kautschuk auf dessen Tauglichkeit für industrielle Anwendungen (Isolierstoffe in der Elektrotechnik, Kraftfahrzeugreifen). Sein besonderes Interesse galt dabei der Pflanzenart Kickxia elastica (Synonym: Funtumia elastica), da diese einen guten Kautschuk liefert. Schlechter stellte außerdem für seine Auftraggeber Überlegungen zur landwirtschaftlichen Nutzung der Kautschukpflanzen an, um den üblichen Raubbau bzw. das vorschnelle Pflanzenabsterben durch zu exzessives oder falsches Anzapfen zu verbessern.
Ab 1897 erschien als Organ des Komitees die Zeitschrift Der Tropenpflanzer, die von den Vorstandsmitgliedern Ferdinand Wohltmann und Otto Warburg herausgegeben wurde und sich mit Themen rund um die Landwirtschaft in den Tropen beschäftigte. In unregelmäßigen Abständen erschien ergänzend ein Beiheft zum Tropenpflanzer mit speziellen Abhandlungen oder Reiseberichten. Das Kolonial-Wirtschaftliche Komitee gab auch Einzelwerke zu kolonialwirtschaftlichen Themen heraus und organisierte Ausstellungen, um zur „Belebung des kolonialen Gedankens“ beizutragen. Das koloniale Verhältnis, das auf wirtschaftliche Ausbeutung der Ressourcen zielte, bestimmte stark die Beziehungen zu den Eingeborenen bei den Expeditionen, wie es das Tagebuch des vom Komitee beauftragten Botanikers Rudolf Schlechter überliefert.
Ab 1902 übte das Kolonial-Wirtschaftliche Komitee unter der Bezeichnung „Wirtschaftlicher Ausschuß der Deutschen Kolonialgesellschaft“ wirtschaftliche Beratung für die Deutsche Kolonialgesellschaft aus; aus kolonialpolitischen Fragen hielt sich das Komitee allerdings explizit heraus. Von 1903 bis 1907 betrieb das Kolonial-Wirtschaftliche Komitee eine Baumwollschule für Eingeborene in Nuatjä, Südtogo. 1909 wurde an der Geschäftsstelle in Berlin ein Kolonialwirtschaftliches Archiv eingerichtet, das Auskunftsmaterial über in den Kolonien tätige Erwerbsgesellschaften sammelte.
Bis zum 1. August 1914 gab es folgende Kommissionen:
- 1906: Baumwollbau-Kommission
- 1910: Kolonialtechnische Kommission
- 1911: Kautschuk-Kommission
- 1913: Ölrohstoff-Kommission
- 1914: Wollschafzucht-Kommission

Die Organisation ist vermutlich um 1936 auf den Reichskolonialbund verschmolzen worden.

## Herausgeber
- Kolonial-Handels-Adressbuch 1901. (5. Jahrgang), E. S. Mittler & Sohn, Berlin 1901. Digitalisat